# Por Amor a Helarte
Por amor a helarte es el tercer disco de larga duración de Nefta Lee, grabado en colaboración con el músico Roberto Portillo, a cargo de arreglos y guitarras eléctricas. Un disco bailable, en el que Nefta Lee vuelve a cantar completamente en castellano explorando diferentes tradiciones musicales y profundizando en un estilo naif. Como en su anterior trabajo, Perverts, contiene un sonido eléctrico unido a fuertes melodías que beben de la tradición latinoamericana y letras que hablan decididamente de amor. El disco tiene ritmos surf, ritmos de cumbia, sonidos rioplatenses o sonidos cercanos al pop. Otros arreglos del disco van de arpegios influidos por Kings of Convenience a guitarras chicha (música), intentando ir más allá de la reducción o la fusión para encontrar elementos que conectan estilos distintos.  
Se grabó en agosto de 2017 en una casa de San Lorenzo de El Escorial (Madrid) y fue producido por Sebastián Merlín, que fue galardonado en 2014 con dos GRAMMYs Latinos junto a Jorge Drexler. Sebastián Merlín ha acompañado además a músicos como Kevin Johansen o Rozalén y se encargó en Por amor a helarte de hacer el papel de multinstrumentista, grabando bajo y percusión, así como de realizar la mezcla junto a Óscar Herrador. El disco fue masterizado por Daniel Ovié, galardonado en 2017 con un GRAMMY Latino junto a Rubén Blades. El diseño corrió a cargo del brasileño Daniel Vincent.

## Temas
| N.º | Título                               | Escritor(es)                        | Duración |  |
| 1.  | «Eterno amor»                        | Neftalí Cristóbal                   | 2:47     |  |
| 2.  | «Marilyn»                            | Neftalí Cristóbal                   | 3:36     |  |
| 3.  | «La mirada del mar»                  | Neftalí Cristóbal                   | 3:08     |  |
| 4.  | «Es difícil encontrar un corazón»    | Neftalí Cristóbal                   | 4:43     |  |
| 5.  | «Antananarivo»                       | Neftalí Cristóbal, Roberto Portillo | 3:11     |  |
| 6.  | «Hoy por ti y mañana también»        | Neftalí Cristóbal                   | 3:21     |  |
| 7.  | «Acércate más»                       | Osvaldo Farrés                      | 3:04     |  |
| 8.  | «Mientras hay birra hay esperanza»   | Neftalí Cristóbal                   | 4:05     |  |
| 9.  | «Quédate»                            | Neftalí Cristóbal                   | 3:17     |  |
| 10. | «María Isabel»                       | Neftalí Cristóbal                   | 3:08     |  |
| 11. | «Como se olvidan las cosas del amor» | Neftalí Cristóbal                   | 3:15     |  |
| 12. | «Canción para un final»              | Neftalí Cristóbal                   | 2:16     |  |
| 13. | «Cara de tonto» (grabado en vivo)    | Neftalí Cristóbal                   | 3:45     |  |
| 14. | «Se terminó»                         | Neftalí Cristóbal                   | 4:02     |  |

## Técnica
- Neftalí Cristóbal, guitarra española, voz y composición
- Roberto Portillo, guitarra eléctrica, coros y arreglos
- Sebastián Merlín, percusión, bajo y guitarras.
- Gisela Orlandini trompeta, coros y arreglos
- Tony Molina, trombón
- Ignacio Galgo, saxo barítono